# 國道32號 (韓國)
國道32號（韓語：국도 제32호선），又稱泰安-大田線（태안 ~ 대전선），是韓國的一條國家級公路。西起忠清南道泰安郡，斜貫忠清南道全道，東至大田廣域市。全長189公里。